# Kopi Aroma

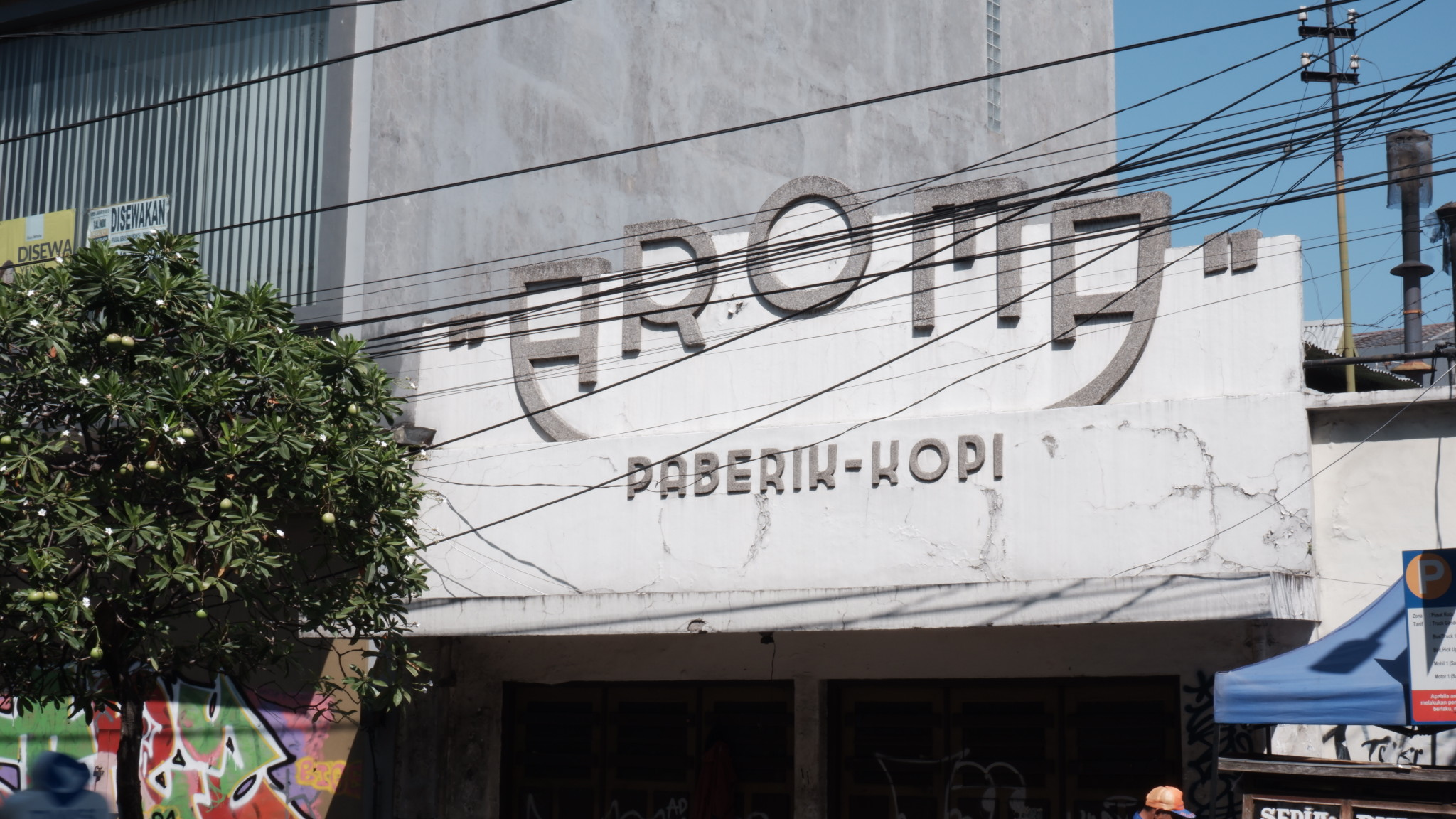
De 'Aroma' koffiefabriek te Bandung

Kopi Aroma (Indonesisch: Paberik Kopi Aroma) is een koffiebranderij in de Indonesische plaats Bandung. Paberik Kopi Aroma stamt uit 1930 en werd begonnen door Oleh Tan Houw Sian. In 1936 werden machines om koffie te verwerken aangeschaft van het Duitse merk Probat, deze zijn nog steeds in bedrijf. In 1971 nam zoon Widyapratama de leiding van het bedrijf op zich.
Omdat Widyapratama vasthoudt aan de principes van zijn vader, wordt de koffie gebrand zonder gebruik van chemische stoffen en pesticiden. Ook wordt rubberhout gebruikt, aangezien dit hout brandt op een lagere temperatuur. Aan de productie van de koffie Kopi Aroma, komt veel handwerk te pas. De kwaliteit staat in de regio Bandung goed bekend.
De eigenaar geeft bezoekers op verzoek een rondleiding door het koffiemagazijn, de verwerkingsafdeling en de winkel, terwijl hij het hele proces van de verwerking van de koffieboon uitlegt. Hierbij valt op dat de machines en ook de wijze van werken dateren uit omstreeks 1930. 
Er worden twee soorten koffie verwerkt: 'Robusta' en 'Arabica'.